# George Blake

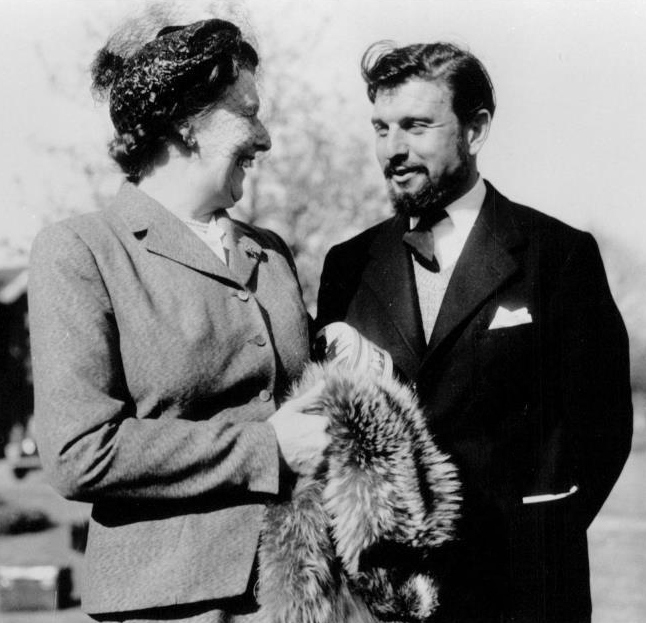
George Blake z matką.

George Blake (ur. 11 listopada 1922 w Rotterdamie, zm. 26 grudnia 2020 w Moskwie) – brytyjski oficer Tajnej Służby Wywiadowczej MI6, który był szpiegiem KGB. Ze względu na skutki popełnionej zdrady (ujawnienie agentów i operacji wywiadu brytyjskiego i amerykańskiego oraz francuskiego), Blake (właściwie Behar) okazał się dla KGB jednym z najbardziej przydatnych brytyjskich szpiegów.

## Życiorys
Urodzony w Rotterdamie jako George Behar, w rodzinie o korzeniach holenderskich (matka) i żydowskich (ojciec był Sefardyjczykiem z Turcji), był aktywnym antynazistą, podczas wojny pracował dla Special Operations Executive. Następnie po II wojnie światowej zwerbowany do Secret Intelligence Service. Organizował siatki szpiegowskie we wschodniej Europie, m.in. w Berlinie Wschodnim. Wysłany do Seulu, dostał się do niewoli po wybuchu wojny koreańskiej. Tam zwerbowany przez wywiad północnokoreański, został przekazany KGB.
Podczas pracy w MI6 po powrocie z Korei Północnej wydał Rosjanom ponad 40 agentów-informatorów, m.in. wydał członków siatki MI6 w Berlinie Wschodnim, którą sam kiedyś organizował. George Blake poinformował KGB o planie Operacji Gold, polegającej na wybudowaniu tunelu z Berlina Zachodniego do radzieckiej strefy okupacyjnej w Berlinie Wschodnim i podłączenia się do wojskowych kabli telefonicznych centrali wojsk radzieckich w Berlinie Wschodnim. Rosjanie postanowili nie przeszkadzać CIA i MI6 Uznali, że niedogodności, jakie sprawi tunel i konieczność łączności w inny sposób nie są warte ryzyka dekonspiracji Blake'a. Poza tym mieli możliwość przekazania wrogom fałszywych danych. Błędnie sądzili, że Blake dostarczy im dużo ważniejszych informacji niż te, które stracą w tunelu.
Od 1953 kontynuował działalność szpiegowską pod nadzorem oficera (jeszcze wtedy MGB) pod przykrywką dyplomatyczną. Ożenił się z sekretarką MI6, córką oficera wywiadu, przebywał w Berlinie, a następnie w Bejrucie. Podczas służby w Bejrucie w 1961 został nagle wezwany do Londynu i oskarżony o szpiegostwo na rzecz Związku Radzieckiego. Michał Goleniewski (ur. 1922) – podpułkownik, oficer polskiego wywiadu, współpracujący z wywiadem zachodnim od 1959, przekazał CIA informacje że w MI6 działa radziecki kret. Oficerowie brytyjskiego kontrwywiadu (MI5) w ślad za tą poufną informacją trafili na Blake’a.
Osądzony przez londyński sąd Old Bailey, został skazany na 42 lata więzienia (po roku za każdego zdradzonego agenta), zgodnie z jego zeznaniem, że wydał i w ten sposób skazał na śmierć 42 agentów brytyjskich w Związku Radzieckim. Wyrok w tej sprawie był najdłuższy w historii sądownictwa brytyjskiego. W więzieniu Wormwood Scrubs, podobnie jak przebywający tam przez pewien czas Gordon Lonsdale, poddany był specjalnemu dozorowi jako potencjalny zbieg. W więzieniu Blake zajmował się naprawą worków używanych do przewożenia poczty dyplomatycznej.
22 października 1966, jak potem opowiadał, wysunął obluzowaną kratę w oknie, ześlizgnął się po dachu na podwórze, następnie zaś wspiął się na mur po cienkiej drabince nylonowej, której szczeble sporządzono z drutów do robótek ręcznych, i zeskoczył w umówionym miejscu, gdzie oczekiwał go wspólnik. Utrzymywał, że ucieczkę zorganizował członek Irlandzkiej Armii Republikańskiej, Sean Bourke, z którym zaprzyjaźnił się w więzieniu, a pomagał w niej znajomy lekarz i dwóch pacyfistów, odsiadujących 18-miesięczne wyroki za udział w demonstracji przed bazą US Air Force. Wywieźli oni Blake’a furgonetką do Dover, a następnie do NRD. (Bourke powrócił do Irlandii, uniknął ekstradycji do Wielkiej Brytanii i wydał książkę o całej operacji i swym w niej udziale, zmarł w 1982). Wedle powszechnie uznanej wersji, Bourke został wynajęty przez KGB, które, obawiając się możliwej w wypadku niepowodzenia kompromitacji, chciało zachować w ten sposób czyste ręce.
Po przybyciu do Związku Radzieckiego George Blake został tłumaczem, rozwiedziony podczas odsiadywania wyroku, ożenił się w Moskwie ponownie, miał syna. Prowadził czynne życie, zaprzyjaźnił się z Haroldem Philbym (którego, jak twierdził, nigdy wcześniej nie spotkał, choć obydwaj w tym samym czasie przebywali w Libanie) i Donaldem Macleanem (zobacz Siatka szpiegowska Cambridge). Wierny swym ideałom, wyznał, iż jest rozczarowany pieriestrojką i upadkiem komunizmu. W 2014 jeszcze mieszkał w Rosji (w Moskwie), nadal był zatwardziałym komunistą, podczas wywiadu powiedział, że nigdy nie czuł się Brytyjczykiem i nie uważa się za zdrajcę, powiedział – Żeby zdradzić, trzeba najpierw należeć, ja do nich (Brytyjczyków) nie należałem.
Pochowany na Cmentarzu Trojekurowskim w Moskwie.